# جنگنده تای
جنگنده‌های تای (انگلیسی: TIE Fighters) جنگنده‌های ستاره ای خیالی هستند که در جهان جنگ ستارگان وجود دارند. جنگنده‌های تای توسط موتورهای دوقلوی یونی به حرکت در می‌آیند. آنها سریع، چابک و در عین حال شکننده هستند که توسط سیستم‌های ناوگان سینار برای امپراتوری کهکشانی تولید شده‌اند. جنگنده‌های تای و سایر سازه‌های تای در فیلم‌های جنگ ستارگان، نمایش‌های تلویزیونی و در سراسر جهان گسترش یافته جنگ ستارگان ظاهر می‌شوند. چندین ماکت و اسباب بازی جنگنده تای و همچنین یک شبیه‌ساز پرواز تای توسط شرکت‌های تجاری تولید و به فروش رسیده‌است.